# Caudadercetis bannikovi
Caudadercetis bannikovi è un pesce osseo estinto, appartenente agli aulopiformi. Visse nel Cretaceo superiore (Campaniano - Maastrichtiano, circa 72 milioni di anni fa) e i suoi resti fossili sono stati ritrovati in Italia.

## Descrizione
Questo pesce era di medie dimensioni e possedeva un profilo molto slanciato; poteva raggiungere i 50 centimetri di lunghezza. Caudadercetis, come tutti i pesci a esso affini (ad esempio Dercetis e Rhynchodercetis), possedeva un corpo molto allungato e sottile, con un cranio lungo che finiva in un muso allungatissimo, come un rostro. 
Alcune caratteristiche specifiche sono il muso allungato con le mascelle superiore ed inferiore della stessa lunghezza, il mesetmoide a forma di V, la fossa temporale aperta dorsalmente, il corpo allungato con circa 70 vertebre di cui 30 caudali; le pinne pettorali sono molto corte, la pinna anale vicina alla coda era dotata di tre spine e vi era una grande pinna caudale. 

## Classificazione
Caudadercetis è un rappresentante degli aulopiformi, un gruppo di pesci attualmente rappresentato da numerose specie ma che nel corso del Cretaceo ebbe già un'ampia diffusione e differenziazione. Caudadercetis, in particolare, sembrerebbe essere un genere abbastanza derivato della famiglia Dercetidae, comprendente numerose forme predatrici dal corpo allungato. 
Caudadercetis bannikovi venne descritto per la prima volta nel 2006 da Louis Taverne, sulla base di resti fossili ritrovati nella zona di Nardò, in provincia di Lecce.